# Paquistão nos Jogos Olímpicos de Verão de 1988
O Paquistão participou dos Jogos Olímpicos de Verão de 1988 em Seul, na Coreia do Sul. Conquistou uma medalha, de bronze, com Syed Hussain Shah no boxe. Foi a décima participação do país em Jogos Olímpicos de Verão.